# Verein für Bewegungsspiele Lübeck von 1919 2000-2001
Questa voce raccoglie le informazioni riguardanti il Verein für Bewegungsspiele Lübeck von 1919 nelle competizioni ufficiali della stagione 2000-2001.

## Stagione
Nella stagione 2000-2001 il Lubecca, allenato da Uwe Erkenbrecher, Dirk Bremser e Dieter Hecking, concluse il campionato di Regionalliga nord al 3º posto. In Coppa di Germania il Lubecca fu eliminato al secondo turno dal Duisburg.

## Rosa
| N. |                     | Ruolo | Calciatore        |
| -- | ------------------- | ----- | ----------------- |
| 1  | Germania (bandiera) | P     | Frank Böse        |
| 2  | Germania (bandiera) | C     | Jan-Uwe Gundel    |
| 3  | Germania (bandiera) | C     | Timo Schultz      |
| 4  | Turchia (bandiera)  | D     | Serkan Rinal      |
| 5  | Germania (bandiera) | D     | Kai Achilles      |
| 6  | Germania (bandiera) | C     | Hendrik Völzke    |
| 7  | Turchia (bandiera)  | C     | Ramazan Yildirim  |
| 8  | Germania (bandiera) | D     | Wilken Harf       |
| 9  | Germania (bandiera) | A     | Daniel Bärwolf    |
| 10 | Germania (bandiera) | C     | Oliver Schweißing |
| 11 | Zimbabwe (bandiera) | C     | Farai Mbidzo      |
| 12 | Zimbabwe (bandiera) | D     | George Mbwando    |
| 13 | Germania (bandiera) | C     | Michael Spies     |

| N. |                      | Ruolo | Calciatore            |
| -- | -------------------- | ----- | --------------------- |
| 14 | Germania (bandiera)  | C     | Markus Kullig         |
| 15 | Germania (bandiera)  | C     | Michael Hopp          |
| 16 | Germania (bandiera)  | A     | Dennis Kruppke        |
| 17 | Germania (bandiera)  | D     | Björn Arens           |
| 18 | Rep. Ceca (bandiera) | C     | Jiří Homola           |
| 19 | Germania (bandiera)  | A     | Timo Mäkelmann        |
| 20 | Germania (bandiera)  | P     | Raphael Schäfer       |
| 22 | Germania (bandiera)  | D     | Ibrahim Türkmen       |
| 22 | Germania (bandiera)  | C     | Oliver Glöden         |
| 23 | Germania (bandiera)  | A     | Mustafa Turgut        |
| 24 | Germania (bandiera)  | A     | Christoph Dengel      |
| 25 | Lituania (bandiera)  | C     | Vidmantas Vysniauskas |

## Organigramma societario
Area tecnica
- Allenatore: Dieter Hecking
- Allenatore in seconda: Dirk Bremser
- Preparatore dei portieri:
- Preparatori atletici:
- Analisi video:

## Calciomercato

### Sessione estiva
| Acquisti | Acquisti          | Acquisti                 | Acquisti |
| R.       | Nome              | da                       | Modalità |
| -------- | ----------------- | ------------------------ | -------- |
| D        | Björn Arens       | RW Oberhausen            |          |
| C        | Oliver Glöden     | Hertha Berlino II        |          |
| C        | Jiří Homola       | Wacker Burghausen        |          |
| C        | Farai Mbidzo      | Lokomotive Lipsia        |          |
| A        | Zbigniew Murdza   | Eisenhüttenstädter Stahl |          |
| C        | Timo Schultz      | Werder Brema             |          |
| C        | Oliver Schweißing | Cloppenburg              |          |

| Cessioni | Cessioni          | Cessioni               | Cessioni |
| R.       | Nome              | a                      | Modalità |
| -------- | ----------------- | ---------------------- | -------- |
| C        | Mark Burton       | NZL Knights            |          |
| A        | Oliver Hirschlein | Rot-Weiss Essen        |          |
| C        | Darko Novacic     | Posušje                |          |
| D        | Marko Riegel      | Schönberg              |          |
| C        | Andreas Wieczorek | Eintracht Braunschweig |          |

### Sessione invernale
| Acquisti | Acquisti              | Acquisti         | Acquisti |
| R.       | Nome                  | da               | Modalità |
| -------- | --------------------- | ---------------- | -------- |
| C        | Vidmantas Vysniauskas | Siegen           |          |
| A        | Mustafa Turgut        | SV Wilhelmshaven |          |

| Cessioni | Cessioni        | Cessioni       | Cessioni |
| R.       | Nome            | a              | Modalità |
| -------- | --------------- | -------------- | -------- |
| A        | Zbigniew Murdza | Iskra Kochlice |          |

## Risultati

### Regionalliga nord

#### Girone di andata
| Arbitro: | Jung |

|           |           |  |
| Menze 75’ | Marcatori |  |

| Arbitro: | Keßler |

|                                          |           |                       |
| Homola 41’ Bärwolf 58’ (rig.) Dengel 74’ | Marcatori | 47’ Melkam 61’ Ebbers |

| Arbitro: | Scheppe |

|                          |           |                          |
| Yenay 45’ Weetendorf 50’ | Marcatori | 45’ Mbwando 68’ Achilles |

| Arbitro: | Späker |

|          |           |  |
| Harf 86’ | Marcatori |  |

| Arbitro: | Perschke |

|  |           |                          |
|  | Marcatori | 16’ Achilles 77’ Bärwolf |

| Arbitro: | Jansen |

|          |           |                         |
| Harf 90’ | Marcatori | 3’ Tautenhahn 86’ Boban |

| Arbitro: | Wehnert |

|  |           |                                        |
|  | Marcatori | 25’ Mbwando 45’ Türkmen 73’ Schweißing |

| Arbitro: | Meiwes |

|                     |           |                              |
| Harf 23’ Kullig 83’ | Marcatori | 58’, 88’ Küntzel 73’ Miftari |

| Arbitro: | Weber |

|             |           |             |
| Leśniak 18’ | Marcatori | 90’ Mbwando |

| Arbitro: | Rafati |

|            |           |  |
| Völzke 41’ | Marcatori |  |

| Arbitro: | Späker |

|  |           |            |
|  | Marcatori | 39’ Kullig |

| Arbitro: | Thomßen |

|                                                   |           |                        |
| Homola 10’ Mbwando 53’ Kullig 57’ (rig.) Harf 85’ | Marcatori | 45’ Gambo 50’ Everaldo |

| Arbitro: | Weber |

|                            |           |                        |
| Claaßen 7’, 36’ Wojcik 55’ | Marcatori | 54’ Bärwolf 75’ Kullig |

| Arbitro: | Soltow |

|            |           |  |
| Homola 12’ | Marcatori |  |

| Arbitro: | Wegener-Gärtner |

|                            |           |                                             |
| Chylla 75’ Karp 83’ (rig.) | Marcatori | 7’, 12’ Schultz 62’, 64’ Kruppke 78’ Homola |

| Lubecca 12 novembre 2000, ore 15:00 CET 16ª giornata | Lubecca | 0 – 0 referto | Verl | Stadion an der Lohmühle (4 500 spett.)\| Arbitro: \| Wehnert \| |
| Arbitro:                                             | Wehnert |               |      |                                                                 |

| Arbitro: | Gräfe |

|                           |           |                      |
| Teixeira 31’ Bradasch 86’ | Marcatori | 3’ Dengel 56’ Homola |

| 25 novembre 2000 18ª giornata |  | – turno di riposo |  |  |

| Arbitro: | Melms |

|                                                   |           |          |
| Turgut 43’, 85’ Dengel 55’ Kullig 73’ Bärwolf 79’ | Marcatori | 67’ Rose |

#### Girone di ritorno
| Arbitro: | Bley |

|              |           |  |
| Achilles 88’ | Marcatori |  |

| Arbitro: | Stachowiak |

|                      |           |                             |
| Adamu 13’ Shittu 52’ | Marcatori | 80’ Kruppke 85’ Vysniauskas |

| Arbitro: | Kreyer |

|             |           |            |
| Kruppke 83’ | Marcatori | 59’ Eigner |

| Arbitro: | Wehnert |

|  |           |                             |
|  | Marcatori | 56’ Turgut 62’, 64’ Bärwolf |

| Arbitro: | Wegener-Gärtner |

|                                               |           |  |
| Turgut 26’ (rig.), 32’ Bärwolf 30’ Dengel 88’ | Marcatori |  |

| Arbitro: | Gräfe |

|             |           |            |
| Kirsten 14’ | Marcatori | 33’ Turgut |

| Arbitro: | Schößling |

|  |           |                             |
|  | Marcatori | 31’ Schneider 72’ Antwerpen |

| Arbitro: | Rafati |

|                           |           |             |
| Chałaśkiewicz 52’ Efe 57’ | Marcatori | 40’ Bärwolf |

| Arbitro: | Frank |

|              |           |                   |
| Yildirim 62’ | Marcatori | 57’, 90’ Castilla |

| Arbitro: | Häcker |

|                 |           |  |
| Radschuweit 44’ | Marcatori |  |

| Arbitro: | Hielscher |

|                                                     |           |                 |
| Mbwando 15’ Kruppke 34’ Bärwolf 80’ (rig.) Harf 82’ | Marcatori | 38’, 86’ Mamoum |

| Arbitro: | Reimer |

|                        |           |             |
| Casey 45’ Rothholz 47’ | Marcatori | 27’ Bärwolf |

| Arbitro: | Stachowiak |

|                                    |           |                      |
| Bärwolf 8’, 55’ (rig.) Kruppke 20’ | Marcatori | 53’ Bonan 83’ Suksur |

| Arbitro: | Otte |

|           |           |                 |
| Ratke 70’ | Marcatori | 61’ Vysniauskas |

| Arbitro: | Gräfe |

|                                                       |           |             |
| Türkmen 46’ Bärwolf 57’ (rig.), 62’ (rig.) Kullig 86’ | Marcatori | 82’ Raschke |

| Arbitro: | Stachowiak |

|                          |           |  |
| Schmidt 22’ Majewski 81’ | Marcatori |  |

| Arbitro: | Hahne |

|                                                  |           |              |
| Kruppke 5’, 72’ Vysniauskas 83’ Mbwando 85’, 90’ | Marcatori | 44’ Dotsenko |

| 2 giugno 2001 37ª giornata |  | – turno di riposo |  |  |

| Arbitro: | Meiwes |

|  |           |                  |
|  | Marcatori | 11’ (aut.) Vogel |

### Coppa di Germania
| Arbitro: | Minskowski |

|                              |                      |                                   |
| Harf 26’ Dengel 103’         | Marcatori            | 49’ Protzel 97’ Vata              |
| Bärwolf Homola Völzke Kullig | Tiri di rigore 3 – 2 | Catic Protzel Barbosa Vincze Vata |

| Arbitro: | Weiner |

|                             |                      |                                          |
| Kruppke 60’                 | Marcatori            | 66’ Güvenışık                            |
| Kullig Homola Rinal Schultz | Tiri di rigore 3 – 5 | Zeyer Seidel Drsek Kovačević Milovanovic |

## Statistiche

### Statistiche di squadra
| Competizione      | Punti | In casa | In casa | In casa | In casa | In casa | In casa | In trasferta | In trasferta | In trasferta | In trasferta | In trasferta | In trasferta | Totale | Totale | Totale | Totale | Totale | Totale | DR  |
| Competizione      | Punti | G       | V       | N       | P       | Gf      | Gs      | G            | V            | N            | P            | Gf           | Gs           | G      | V      | N      | P      | Gf     | Gs     | DR  |
| ----------------- | ----- | ------- | ------- | ------- | ------- | ------- | ------- | ------------ | ------------ | ------------ | ------------ | ------------ | ------------ | ------ | ------ | ------ | ------ | ------ | ------ | --- |
| Regionalliga nord | 62    | 18      | 12      | 2       | 4       | 41      | 21      | 18           | 6            | 6            | 6            | 28           | 22           | 36     | 18     | 8      | 10     | 69     | 43     | +26 |
| Coppa di Germania | -     | 2       | 0       | 2       | 0       | 3       | 3       | 0            | 0            | 0            | 0            | 0            | 0            | 2      | 0      | 2      | 0      | 3      | 3      | 0   |
| Totale            | 62    | 20      | 12      | 4       | 4       | 44      | 24      | 18           | 6            | 6            | 6            | 28           | 22           | 38     | 18     | 10     | 10     | 72     | 46     | +26 |

### Andamento in campionato
| Giornata  | 1  | 2 | 3 | 4 | 5 | 6 | 7 | 8 | 9 | 10 | 11 | 12 | 13 | 14 | 15 | 16 | 17 | 18 | 19 | 20 | 21 | 22 | 23 | 24 | 25 | 26 | 27 | 28 | 29 | 30 | 31 | 32 | 33 | 34 | 35 | 36 | 37 | 38 |
| --------- | -- | - | - | - | - | - | - | - | - | -- | -- | -- | -- | -- | -- | -- | -- | -- | -- | -- | -- | -- | -- | -- | -- | -- | -- | -- | -- | -- | -- | -- | -- | -- | -- | -- | -- | -- |
| Luogo     | T  | C | T | C | T | C | T | C | T | C  | T  | C  | T  | C  | T  | C  | T  |    | C  | C  | T  | C  | T  | C  | T  | C  | T  | C  | T  | C  | T  | C  | T  | C  | T  | C  |    | T  |
| Risultato | P  | V | N | V | V | P | V | P | N | V  | V  | V  | P  | V  | V  | N  | N  |    | V  | V  | N  | N  | V  | V  | N  | P  | P  | P  | P  | V  | P  | V  | N  | V  | P  | V  |    | V  |
| Posizione | 14 | 9 | 9 | 6 | 5 | 7 | 3 | 6 | 7 | 5  | 4  | 1  | 2  | 1  | 1  | 1  | 1  | 3  | 2  | 1  | 2  | 2  | 1  | 1  | 1  | 1  | 4  | 6  | 6  | 5  | 5  | 5  | 5  | 5  | 5  | 4  | 5  | 3  |

Legenda:

Luogo: C = Casa; T = Trasferta. Risultato: V = Vittoria; N = Pareggio; P = Sconfitta.

### Statistiche dei giocatori
| Giocatore      | Regionalliga nord | Regionalliga nord | Regionalliga nord | Regionalliga nord | Coppa di Germania | Coppa di Germania | Coppa di Germania | Coppa di Germania | Totale   | Totale | Totale      | Totale     |
| Giocatore      | Presenze          | Reti              | Ammonizioni       | Espulsioni        | Presenze          | Reti              | Ammonizioni       | Espulsioni        | Presenze | Reti   | Ammonizioni | Espulsioni |
| -------------- | ----------------- | ----------------- | ----------------- | ----------------- | ----------------- | ----------------- | ----------------- | ----------------- | -------- | ------ | ----------- | ---------- |
| K. Achilles    | 34                | 3                 | 14                | 0                 | 2                 | 0                 | 1                 | 0                 | 36       | 3      | 15          | 0          |
| B. Arens       | 28                | 0                 | 7                 | 0                 | 1                 | 0                 | 0                 | 0                 | 29       | 0      | 7           | 0          |
| D. Bärwolf     | 30                | 14                | 10                | 0                 | 2                 | 0                 | 1                 | 0                 | 32       | 14     | 11          | 0          |
| F. Böse        | 1                 | 0                 | 0                 | 0                 | 0                 | 0                 | 0                 | 0                 | 1        | 0      | 0           | 0          |
| C. Dengel      | 26                | 4                 | 3                 | 0                 | 1                 | 1                 | 0                 | 0                 | 27       | 5      | 3           | 0          |
| O. Glöden      | 7                 | 0                 | 0                 | 0                 | 0                 | 0                 | 0                 | 0                 | 7        | 0      | 0           | 0          |
| J. Gundel      | 29                | 0                 | 5                 | 0                 | 2                 | 0                 | 1                 | 0                 | 31       | 0      | 6           | 0          |
| W. Harf        | 29                | 5                 | 5                 | 1                 | 1                 | 1                 | 0                 | 0                 | 30       | 6      | 5           | 1          |
| J. Homola      | 30                | 5                 | 0                 | 0                 | 2                 | 0                 | 0                 | 0                 | 32       | 5      | 0           | 0          |
| M. Hopp        | 4                 | 0                 | 0                 | 1                 | 0                 | 0                 | 0                 | 0                 | 4        | 0      | 0           | 1          |
| D. Kruppke     | 25                | 8                 | 0                 | 1                 | 1                 | 1                 | 0                 | 0                 | 26       | 9      | 0           | 1          |
| M. Kullig      | 35                | 6                 | 4                 | 0                 | 2                 | 0                 | 0                 | 0                 | 37       | 6      | 4           | 0          |
| F. Mbidzo      | 0                 | 0                 | 0                 | 0                 | 0                 | 0                 | 0                 | 0                 | 0        | 0      | 0           | 0          |
| G. Mbwando     | 29                | 7                 | 5                 | 0                 | 2                 | 0                 | 1                 | 0                 | 31       | 7      | 6           | 0          |
| Z. Murdza      | 8                 | 0                 | 2                 | 0                 | 1                 | 0                 | 0                 | 0                 | 9        | 0      | 2           | 0          |
| T. Mäkelmann   | 0                 | 0                 | 0                 | 0                 | 0                 | 0                 | 0                 | 0                 | 0        | 0      | 0           | 0          |
| S. Rinal       | 20                | 0                 | 1                 | 0                 | 2                 | 0                 | 1                 | 0                 | 22       | 0      | 2           | 0          |
| T. Schultz     | 24                | 2                 | 6                 | 1                 | 2                 | 0                 | 1                 | 0                 | 26       | 2      | 7           | 1          |
| O. Schweißing  | 11                | 1                 | 0                 | 0                 | 1                 | 0                 | 0                 | 0                 | 12       | 1      | 0           | 0          |
| R. Schäfer     | 35                | 0                 | 4                 | 0                 | 2                 | 0                 | 0                 | 0                 | 37       | 0      | 4           | 0          |
| M. Spies       | 2                 | 0                 | 1                 | 0                 | 0                 | 0                 | 0                 | 0                 | 2        | 0      | 1           | 0          |
| M. Turgut      | 18                | 6                 | 7                 | 0                 | 0                 | 0                 | 0                 | 0                 | 18       | 6      | 7           | 0          |
| I. Türkmen     | 19                | 2                 | 3                 | 0                 | 2                 | 0                 | 1                 | 0                 | 21       | 2      | 4           | 0          |
| V. Vysniauskas | 16                | 3                 | 3                 | 0                 | 0                 | 0                 | 0                 | 0                 | 16       | 3      | 3           | 0          |
| H. Völzke      | 10                | 1                 | 0                 | 0                 | 1                 | 0                 | 0                 | 0                 | 11       | 1      | 0           | 0          |
| R. Yildirim    | 30                | 1                 | 5                 | 0                 | 1                 | 0                 | 1                 | 0                 | 31       | 1      | 6           | 0          |